# Klock 8, achtern Strom
Klock 8, achtern Strom était une émission de télévision est-allemande diffusée sur Deutscher Fernsehfunk de 1964 à 1990.
Initialement, le programme est enregistré à Rostock-Warnemünde, puis au Ostseestudio Rostock. Il est diffusé cinq fois par an lors d'une émission du samedi soir.
Dans un décor de station balnéaire, Horst Köbbert reçoit les invités et chante des chants de marins, Rica Déus est la gouvernante et Hans Knauer est barman. Pendant 60 épisodes, Heinz Draehn incarne le marin Kuttel Daddeldu, assisté par Peter Borgelt.
Les invités sont Monika Herz, Britt Kersten, Hartmut Eichler, Nina Lizell, Peter Albert, Lolita, Jonny Hill, Elke Martens, Reinhard Mühlbacher, De Plattfööt, Kita Borowa...
Le bar du port est un décor du Rostock Ostseestudio, le long de l’Alten Strom, un bras de l'estuaire de la Warnow, d'où le nom "achtern Strom". Klock 8, "8 heures" en haut allemand, représente le début de la diffusion à la télévision de la RDA. Pour Klock 8, achtern Strom, plus de 3 500 chansons et arrangements sont écrits. De nombreux textes ont été écrits par Wolfgang Brandenstein. L'émission commence et finit par le son d'une cloche, aujourd'hui au Heimatmuseum Warnemünde.
En 1969 et 1970, Amiga publie les albums Klock 8, achtern Strom et Klock 8, achtern Strom, Folge 2 avec des chants de marin. En 2016, le label Telepool publie un DVD des chansons de l'émission.
Sur le terrain de l'ancien Rostocker Ostseestudio, sur la Tiergartenallee du bois de Barnstorf, au sud-ouest de Rostock, se trouve aujourd'hui le restaurant "Klock 8", dont le nom rappelle le programme.

## Source de la traduction
- (de) Cet article est partiellement ou en totalité issu de l’article de Wikipédia en allemand intitulé « Klock 8, achtern Strom » (voir la liste des auteurs).